# Joyce Bryant
Joyce Bryant (11 de abril de 1916 – 10 de junho de 2004) foi uma atriz de cinema estadunidense que atuou em quase 20 filmes entre 1938 e 1942.

## Biografia
Bryant nasceu em São Francisco, na Califórnia. O primeiro filme em que Joyce Bryant atuou foi Youth Takes a Fling, em 1938, pela Universal Pictures, num pequeno papel não-creditado. Em 1939, estrelou, já creditada, em Trigger Smith, pela Monogram Pictures. Entre seus filmes de destaque estão East Side Kids (1940), That Gang of Mine (1940) e The Fighting Renegade (1939). Atuou também em dois seriados pela Columbia Pictures, Terry and the Pirates em 1940, e The Iron Claw, em 1941. Nos anos 1940, sua carreira declinou e seus últimos papéis foram menores, não creditados.
Bryant morreu em Newport Beach, Califórnia, em 10 de junho de 2004.

## Filmografia
- Youth Takes a Fling (1938)
- Trigger Smith (1939)
- Across the Plains (1939)
- The Fighting Renegade  (1939)
- The Housekeeper's Daughter (1939)
- Trigger Fingers (1939)
- The Sagebrush Family Trails West (1939)
- East Side Kids (1940)
- Terry and the Pirates (seriado, 1940)
- That Gang of Mine (1940)
- Youth Will Be Served (não-creditada, 1940)
- Manpower (não-creditada, 1940)
- The Iron Claw (seriado, 1941)
- Johnny Eager (não-creditada, 1941)
- Pacific Rendezvous (1942)